# Uhura
Nyota Uhura (popularmente, apenas Uhura ou Tenente Uhura) é uma personagem principal da telessérie americana de ficção científica Star Trek (e sua subsequente continuação Star Trek: A Série Animada) e dos seis primeiros longas-metragens de Star Trek para o cinema. Interpretada pela atriz Nichelle Nichols (e, posteriormente, por Zoe Saldana no reboot da série em 2009), Uhura apareceu em sessenta e seis episódios. A personagem foi dublada por ela em dois episódios adicionais ("The Enemy Within" e "The Menagerie, Part II"), e apareceu em cenas em "The Paradise Syndrome". Nichols também forneceu a voz a Uhura (além de algumas vozes de outros personagens) para a série de animação, na qual Uhura aparece em todos os episódios (exceto três). Nascida no ano de 2233 nos Estados Unidos da África (Terra), a personagem graduou-se na Academia da Frota Estelar e atuou como oficial-chefe de comunicações das naves USS Enterprise e USS Enterprise-A, sendo a única personagem feminina do seriado a atuar tanto na Ponte de Comando da nave quanto em campo. Ao longo da série e dos longa-metragens, foi promovida da patente de Tenente para as de Tenente-Comandante e Comandante.
Na história da televisão dos EUA, a personagem é conhecido por participar do primeiro beijo inter-racial transmitido naquele país, com o Capitão James T. Kirk. Este episódio, intitulado "Plato's Stepchildren" (Os Enteados de Platão, em tradução livre), pôde ser exibido somente em novembro de 1968, um ano após a Suprema Corte dos Estados Unidos ter decidido eliminar as leis que iam contra o casamento inter-racial.

## Criação
Inicialmente, o nome da personagem seria "Sulu". A ideia, no entanto, logo foi descartada por Gene Roddenberry, criador da série, por achar que passaria uma mensagem errada, já que se assemelhava muito com "Zulu" - uma língua do continente africano -, uma vez que o seriado buscava mostrar uma quebra de estereótipos. Segundo Nichelle Nichols, ela e Roddenberry decidiram o nome "Uhura" porque, antes da audição de Nichols, ela e vários envolvidos no elenco estavam lendo o romance Uhuru (1962) pelo escritor americano Robert Ruark (a história foi verificada por Robert H. Justman e Herbert F. Solow no livro Inside Star Trek: The Real Story), e "Sulu" tornou-se o nome do personagem de George Takei. 
"Uhuru" é a palavra suaíli para "liberdade". Informação esta presente no episódio "Is There in Truth No Beauty?" da terceira temporada. 
Quanto ao primeiro nome, a própria Nichols chegou a afirmar que um autor que escrevia sobre a história de Star Trek chegou a perguntar para Roddenberry qual seria o primeiro nome de Uhura e este lhe respondeu que nunca havia decidido. O autor, então, sugeriu o nome "Nyota" que agradou tanto ao criador quanto a atriz da personagem, que tornaram-no canônico. "Nyota" ("estrela" em suaíli) foi usado pela primeira vez publicamente para a personagem por William Rotsler, em seu livro de 1982, Star Trek II: Biographies, até então a personagem era sempre referida tanto nas séries quanto nos filmes apenas pelo sobrenome. Essa fato, inclusive, gera uma piada no filme Star Trek (2009), o reboot da série, em que o personagem de Chris Pine, James T. Kirk, tenta várias vezes descobrir o primeiro nome de Uhura.
A data e o local de nascimento de Uhura também nunca foram estabelecidos em tela. Sua data de nascimento, ano 2239 (variando em alguma mídias para 2233), foi derivada de Star Trek Chronology e de  Star Trek Encyclopedia. O guia original de escritor de Star Trek e a Star Trek Concordance estabeleceram que ela nasceu nos Estados Unidos da África, país fictício. Sua familiaridade com a língua suaíli é abordada inúmeras vezes ao longo da série e implica uma origem ou herança da África Oriental. A obra Star Trek Concordance também declara as informações pretendidas do material excluído da série original sobre sua mãe, M'Umbha.
Uhura foi o último personagem principal a ser escolhido para a primeira temporada Série Original. A introdução de Uhura ocorreu apenas algumas semanas antes do ínicio da produção de "The Corbomite Maneuver", o primeiro episódio regular da série. No roteiro original do episódio, o oficial de comunicações foi nomeado Dave Bailey. Quando Nichelle Nichols foi escalada, no entanto, o personagem Bailey (interpretado por Anthony Call) foi "transferido" para para a Navegação, ganhando uma nova roupagem e menos destaque.

## Importância Histórica

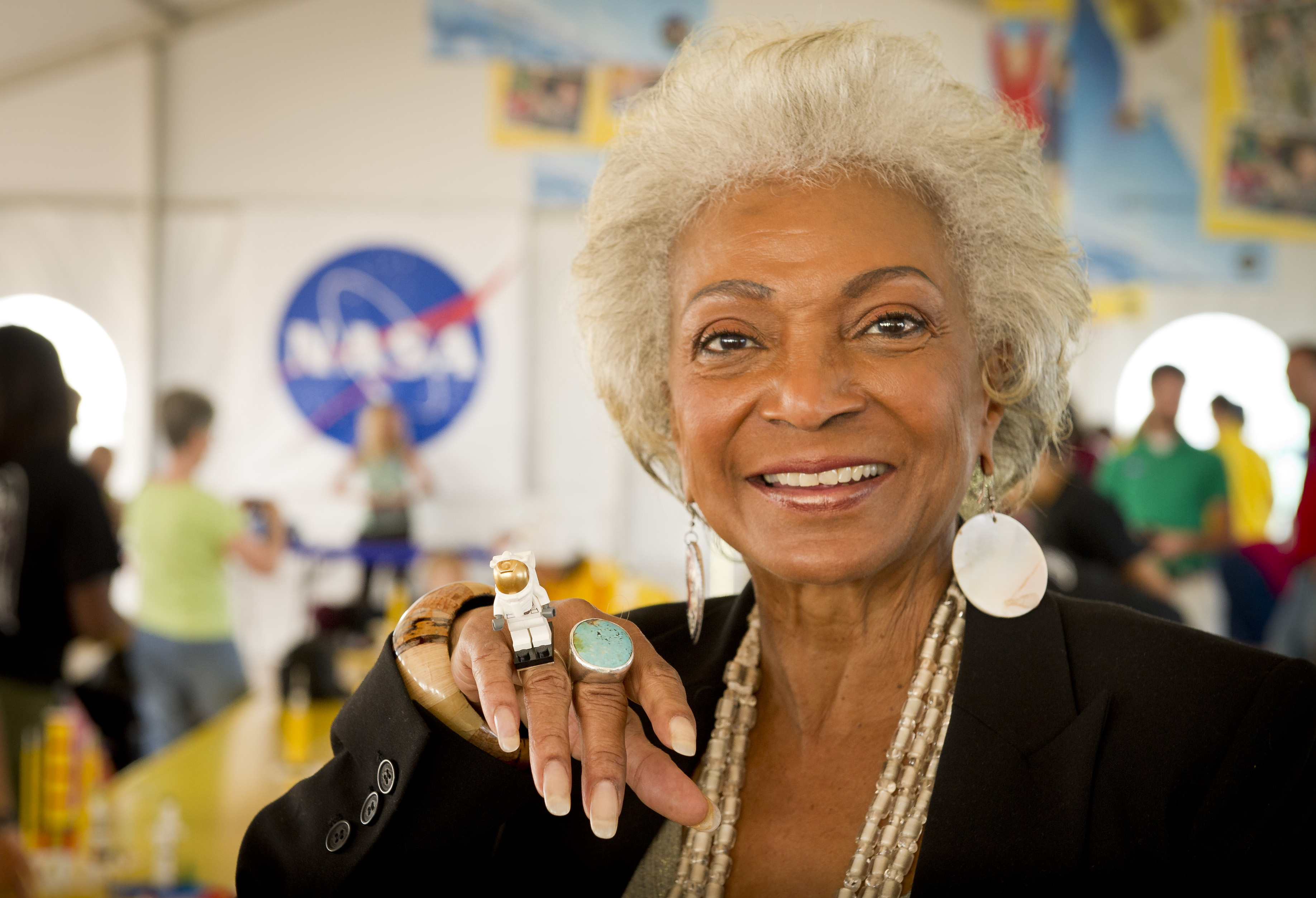
Atriz Nichelle Nichols na sede da NASA

O personagem da Tenente Uhura representou um marco histórico para a sociedade americana. A presença de uma mulher negra na ponte de comando e com a patente de Tenente, representou uma possibilidade de futuro de desenvolvimento para toda uma geração de jovens negros que vivam uma luta por direitos civis. A famosa atriz, comediante, cantora e apresentadora Whoopi Goldberg, ganhadora de muitos prêmios, declarou que viu a personagem na televisão e correu para contar para a mãe dizendo: "Eu acabei de ver uma mulher negra na televisão, e ela não é nenhuma empregada!"
Mais tarde a NASA utilizou Nichelle Nichols para uma campanha de incentivo a jovens negros para ingresso no programa espacial. A própria ex-astronauta da NASA Mae Jemison citou o papel de Nichols como Uhura como sua inspiração para querer se tornar um astronauta.
O destaque da personagem para a história americana foi tamanha que a atriz afirmou várias vezes ao longo dos ano que, durante o primeiro ano da série, ela ficou tentada a deixar o elenco para tentar outras coisas em sua carreira, mas o ativista político Martin Luther King Jr. pediu a Nichelle para não sair do seriado, pois era uma inspiração para a juventude negra, fazendo-a mudar de ideia. King pessoalmente a incentivou a continuar no programa, dizendo que ele era um grande fã da série e disse que ela "não podia desistir", pois ela estava representando um modelo vital para jovens crianças e mulheres negras em todo o país. Após a primeira temporada, o papel de Uhura na série foi ganhando mais destaque.

## Recomeço - Realidade Alternativa
A atriz Julienne Irons também interpretou a tenente Nyota Uhura em Star Trek Phase II. No ano de  2009, a atriz Zoë Saldaña assume o posto de oficial-chefe de comunicações da nave USS Enterprise na franquia Star Trek como a nova  tenente Uhura. Abrams havia gostado de seus trabalhos e pediu que ela fizesse o papel. Saldaña nunca havia assistido a série, embora tenha interpretado um trekker no filme The Terminal, porém aceitou participar depois que Abrams elogiou seu trabalho. Ela se encontrou com Nichelle Nichols, que explicou como ela havia criado o personagem e seu nome. A mãe de Saldaña era uma grande fã de Star Trek e mandou várias mensagens de voz durante as filmagens com conselhos. O filme oficialmente estabelece o primeiro nome de Uhura (Nyota), que nunca havia sido dito na série ou nos filmes anteriores.

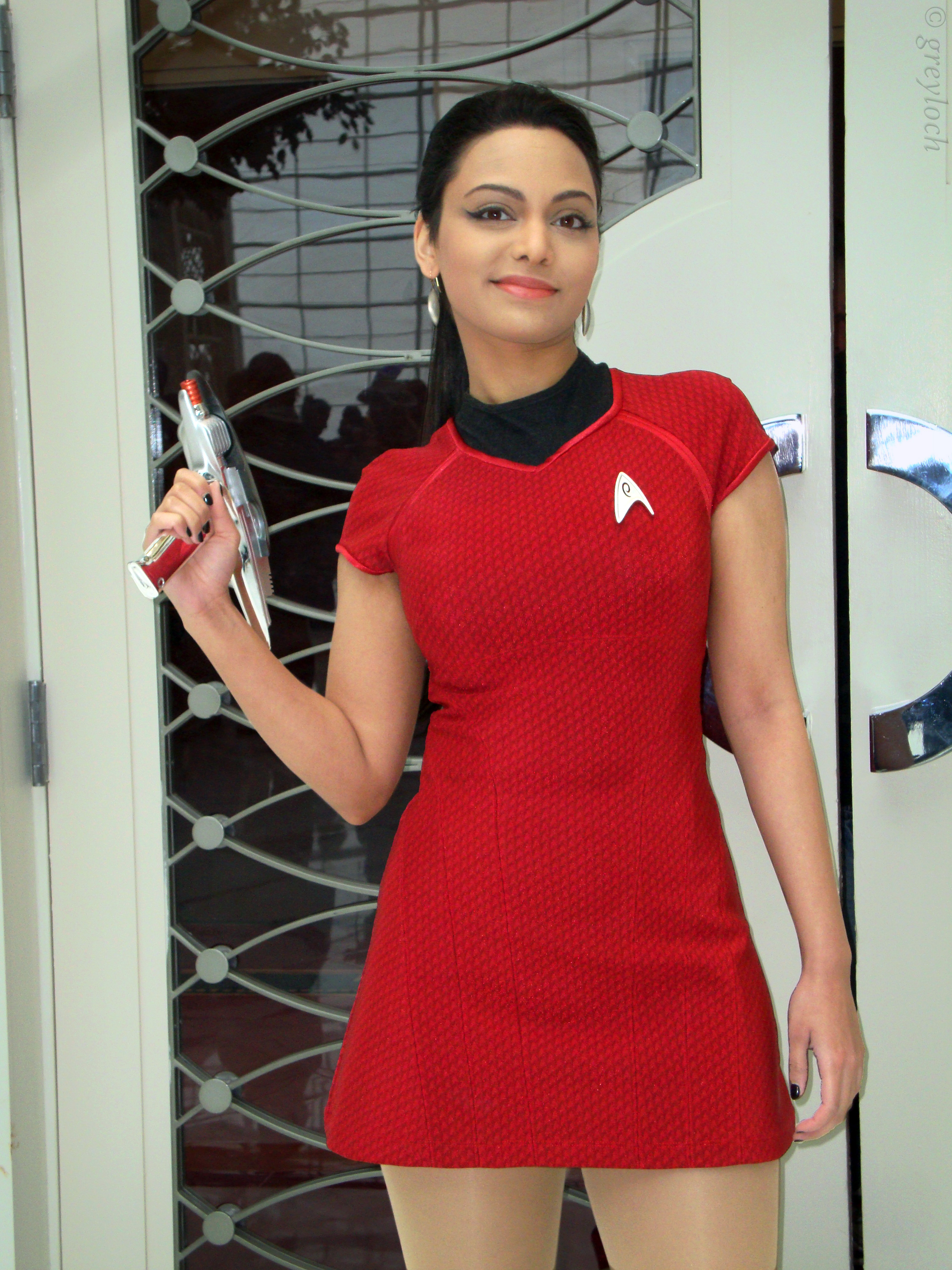
Cosplay do novo visual da personagem no reboot da série

Outra  novidade trazida por Star Trek 2009 (filme) foi a inclusão do romance entre Uhura e o frio vulcano Spock. Romance também explorado em Star Trek Into Darkness e Star Trek Beyond.